# Ставничий Іван
Іва́н Ставни́чий (псевдонім: Іван Родиславич; *6 липня 1891, містечко Товсте, Галичина — † 2 жовтня 1973, Клівленд, США) — український журналіст, редактор, видавець, перекладач, культурно-освітній діяч Станіславщини.
Початкову освіту здобув приватно, відвідував Українську академічну гімназію у Львові, Станіславові. Займався культурною й видавничою діяльністю ще з гімназії: співорганізатор таємного «Артистичного гуртка», співредактор журналу «Зірка». Студіював право у Кракові та Львові.
Редагував місячник «Пролом» (1919), офіційний тижневик повіту УНРади «Станиславський Голос», тижневик «Станиславівські Вісті», економічно-освітній часопис «Фаховий вісник» (1933); співробітник «Станіславського Слова» і кореспондент львівського двотижневика «Світ» (1926). Засновник і видавець «Універсальної Бібліотеки» («Кобзар» у 2 тт., 1934).
Займався перекладацькою працею і на рідних землях, і в діаспорі: переклав «Фольклор» Дж. Ґама, 1911; «93-ий рік» Віктора Гюґо; «Під осінніми зорями» Кнута Гамсуна, 1937.
У роки Другої світової війни організував бібліотеки «Просвіти», завідував основним фондом і науковим каталогом бібліотеки. Бувши арештований гестапо, після звільнення переїхав до Кракова, — згодом емігрував до Німеччини, 1950 року — до США.
Обирався головою місцевого осередку Наукового Товариства ім. Шевченка (НТШ), був членом управи товариства «Рідна школа», головою ЦК Станіславщини, а також активний в інших організаціях української діаспори.